# Bad Kleinen
Bad Kleinen (até 1915: Kleinen) é um município da Alemanha localizado no distrito de Nordwestmecklenburg, estado de Mecklemburgo-Pomerânia Ocidental.
Pertence ao Amt de Dorf Mecklenburg-Bad Kleinen.
Situada no lado norte do Lago Schwerin, o quarto maior da Alemanha, e a meio caminho entre as cidades de Schwerin e Wismar, é uma pequena cidade com uma população de 3 662 habitantes (31 de dezembro de 2009) numa área de 23,43 km².